# Ponta do Seixas

Lägeskarta.

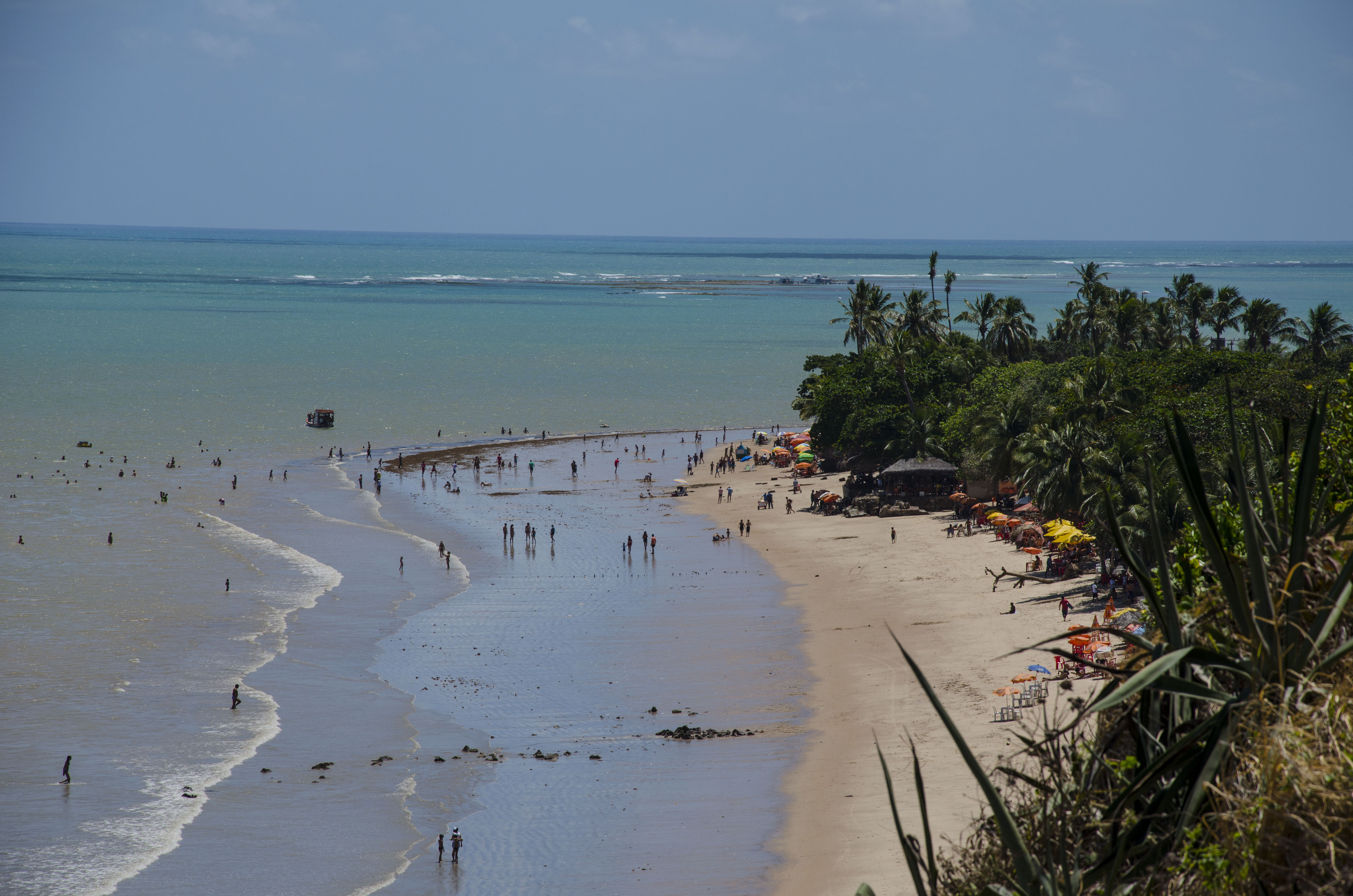
Ponta do Seixas.

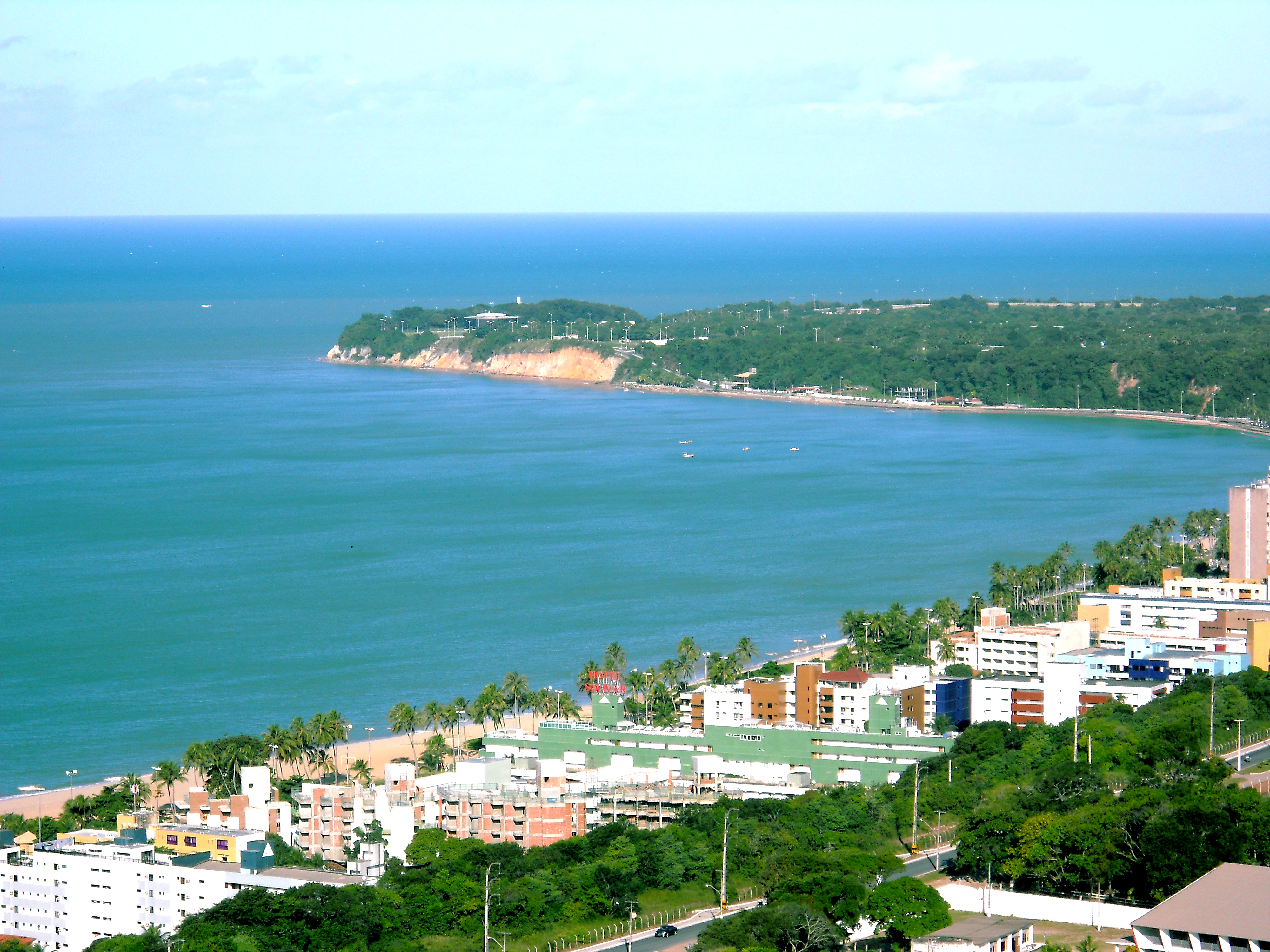
Cabo Branco med fyren.

Ponta do Seixas (portugisiska: Ponta do Seixas, "Kap Seixas") är en udde i regionen "Región Nordeste de Brasil" i östra Brasilien. Udden är den östligaste punkten i Brasilien och på Sydamerikas fastland och är en av världens yttersta platser. Den östligaste punkten i världsdelen Sydamerika är Ilha do Sul-ön bland Trindade och Martim Vaz-öarna.

## Geografi
Ponta do Seixas ligger i den östra delen av staden João Pessoa i delstaten Paraíba längst ut på udden Cabo Branco cirka 14 km öster om centrum i stadsdelen "Barreira do Cabo Branco"  direkt vid Atlanten. Udden har en liten sandstrand "Praia do Seixas" och reser sig sedan brant i höga klippor med en höjd kring 250 meter.
Strax nordväst om udden finns den cirka 18 meter höga fyren "Farol do Cabo Branco" vars bas är byggd som en sisal. Fyren står i en liten park.
Förvaltningsmässigt utgör udden en del av stadsdelen "Ponta do Seixas" i Município de João Pessoa.

## Historia
Staden grundades av portugiser den 5 augusti 1585 under namnet ”Filipéia de Nossa Senhora das Neves”.
Fyren invigdes den 21 april 1972 och är idag ett populärt turistmål. Fyren är Sydamerikas östligaste och är i bruk.